# Cesta I. triedy 17
Die Cesta I. triedy 17 (slowakisch für ‚Straße 1. Ordnung 17‘), kurz I/17, ist eine Straße 1. Ordnung in der Slowakei. Sie verläuft vom slowakisch-ungarischen Grenzübergang Milhosť-Tornyosnémeti nach Košice, parallel zum fertigen Teilstück der Schnellstraße R4. Innerhalb der Stadtgrenzen von Košice ist sie Teil der E 71.
Die Straße entstand am 1. August 2015 durch Ausgliederung aus der I/68.